# Володимирська і Берестейська єпархія (унійна)

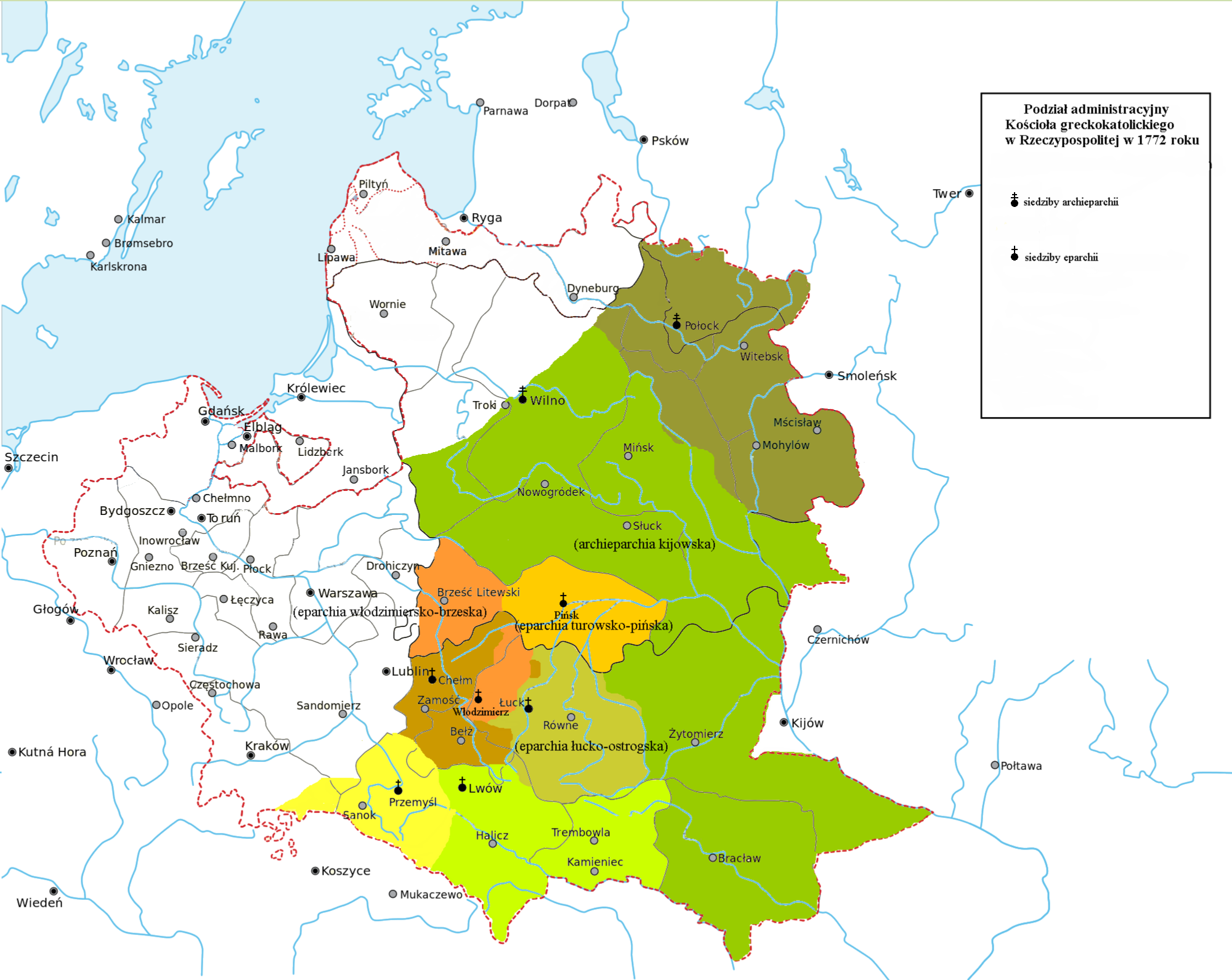
Адміністративно-територіальний поділ Руської унійної церкви 1772 року

Володимирсько-Берестейська єпархія (уніатська) — адміністративно-територіальна одиниця (єпархія) Унійної церкви у складі Великого князівства Литовського та Корони Королівства Польського періоду існування Речі Посполитої.
Берестейська частина єпархії охоплювала територію Берестейського повіту та Підляського воєводства (без північної частини).

## Історія
Створена внаслідок переходу Володимирської і Берестейської православної єпархії до уніатства після Берестейської унії 1596.
У XVIII столітті в єпархії існувала посада єпископа-суфрагана Берестейського, який керував північною частиною єпархії. У 1722 році єпархія охоплювала територію 30 000 км², мала 18 деканатів і 489 парафій. 
У 1772 році Берестейське суфраганство мало 10 деканатів (Більський, Берестейський, Дорогичинський, Кам'янецький, Кобринський, Мельницький, Поліський, Пружанський, Володавський), 268 парафій і 4 василіянські монастирі.
Після ІІІ-го поділу Речі Посполитої територія єпархії була поділена між Росією, Австрією та Пруссією, а сама вона була ліквідована. 1798 року Павло I  частково відновив її у вигляді Берестейської єпархії. А у 1809 році частину було виділено для створення Віленської унійної єпархії, а територію колишньої Супрасльської унійної єпархії було приєднано внаслідок входження Білостока до складу Російської імперії. Після 1828 року Берестейська уніатська єпархія була ліквідована, а її територія включена до Литовської уніатської єпархії.

## Єпископи
Основна стаття: 
Володимирські і Берестейські унійні єпископи